# Resuttano
Resuttano là một đô thị ở tỉnh Caltanissetta ở vùng Sicilia, có vị trí cách khoảng 80 km về phía đông nam của Palermo và khoảng 20 km về phía bắc của Caltanissetta. Tại thời điểm ngày 31 tháng 12 năm 2004, đô thị này có dân số 2.370 người và diện tích là 38,2 km².
Resuttano giáp các đô thị: Alimena, Blufi, Bompietro, Petralia Sottana, Santa Caterina Villarmosa.